# U-Bahnhof Alfornelos

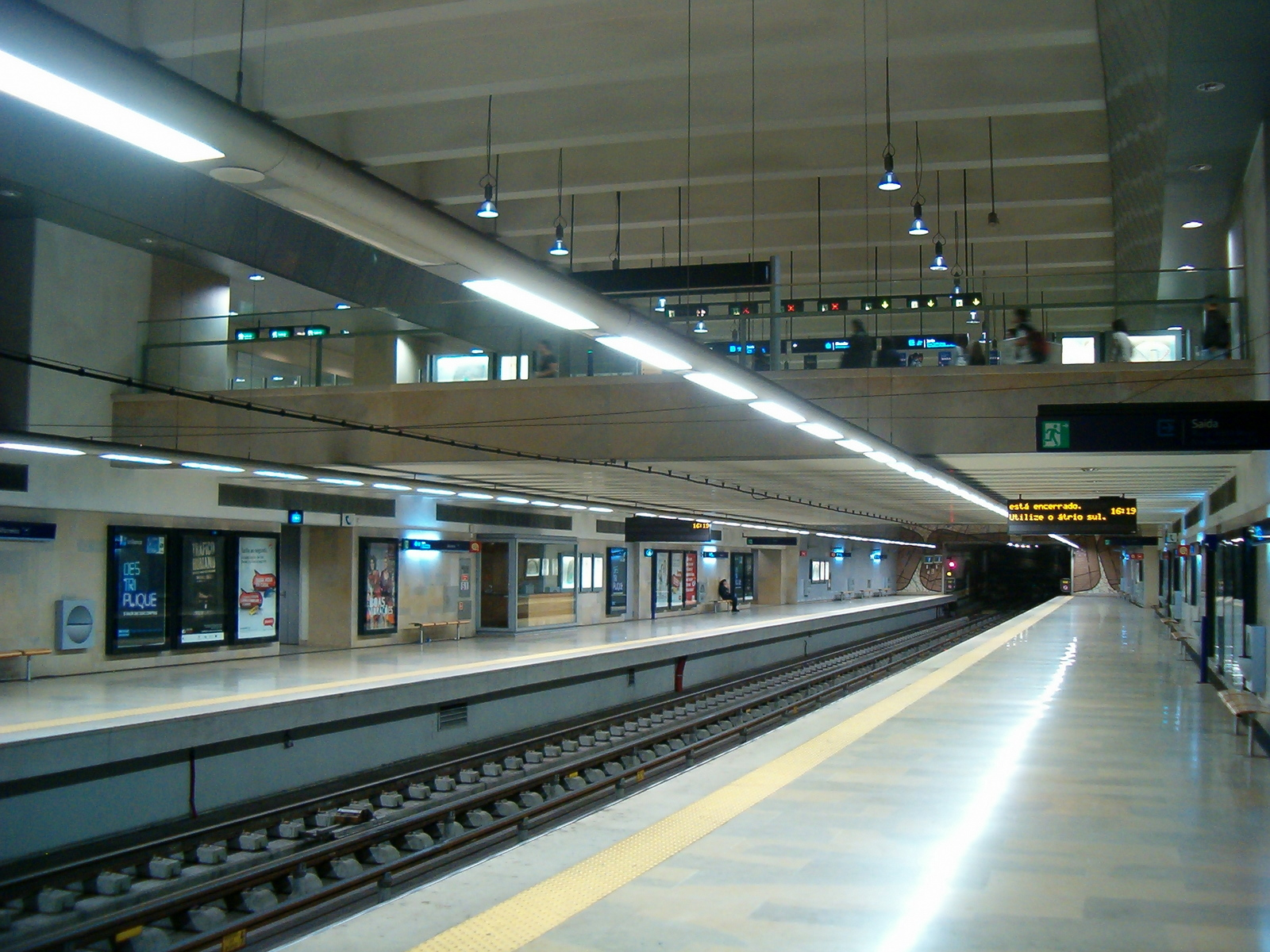
Blick auf das Zwischengeschoss, das die Bahnhofshalle halbiert

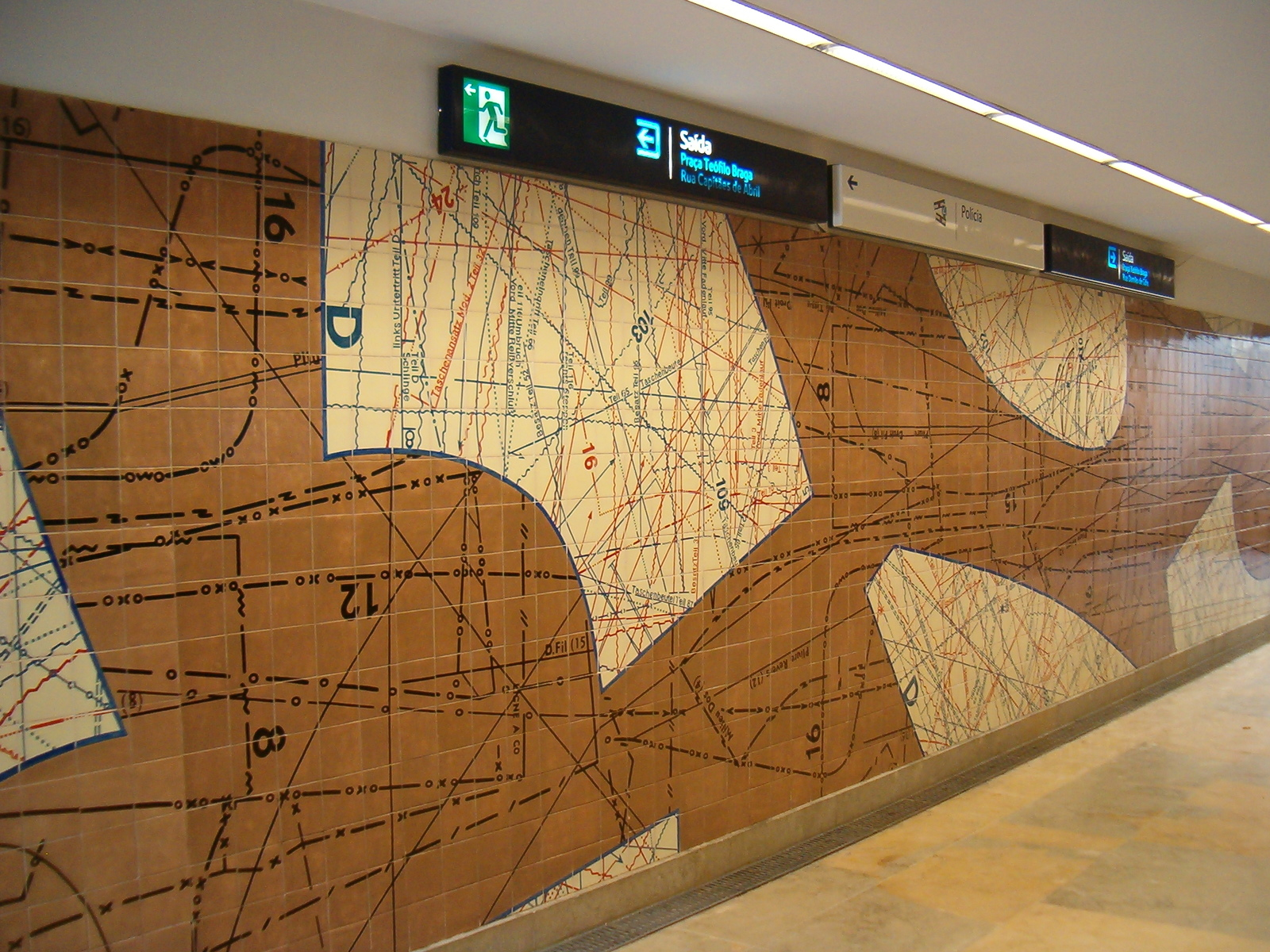
Gemälde von Ana Vidigals an den Ausgangswänden

Alfornelos ist ein U-Bahnhof der Linha Azul der Metro Lissabon, des U-Bahn-Netzes der portugiesischen Hauptstadt. Der Bahnhof befindet sich unter dem Platz Praça Teófilo Braga in der Gemeinde Encosta do Sol der Stadt Amadora und damit bereits außerhalb Lissabons. Die Nachbarbahnhöfe sind Amadora Este und Pontinha; der Bahnhof ging am 15. Mai 2004 in Betrieb.

## Geschichte
Der U-Bahnhof Alfornelos, gelegen in der Gemeinde gleichen Namens, ging im Zusammenhang mit der Eröffnung des jüngsten Abschnittes der Linha Azul (Amadora Este–Pontinha) am 15. Mai 2004 in Betrieb. Dieser Abschnitt ist der erste auf der Linha Azul, der über die Stadtgrenze Lissabons hinausgeht, und der zweite des Lissabonner Metronetzes, da die Strecke Campo Grande–Odivelas knapp drei Monate früher (am 27. März 2004) eröffnet wurde.
Den Bahnhof entwarf der Architekt Alberto Barradas. Trotz unterschiedlicher Architekten ähneln sich die Grundkonzeptionen der jüngsten unterirdischen Bahnhöfe der Metro Lissabon (Alfornelos, Amadora Este und Telheiras) stark. Wie Amadora Este und Telheiras besitzt der Bahnhof Alfornelos eine leicht abgerundete große Bahnsteighalle mit zwei Bahnsteigen. Das Zwischengeschoss befindet sich als Querriegel in der Mitte der Halle. Die Seitenbahnsteige sind 105 Meter lang und damit für Sechs-Wagen-Verbände ausgelegt. Vom Zwischengeschoss führen ein nördlicher und ein südlicher Zugang zum oberirdischen Platz. Der Bahnhof erhielt mit dem Bau drei Aufzugsanlagen.
Für die künstlerische Gestaltung zeigte sich Ana Vidigal verantwortlich. Sie wählte eine sehr spezielle Art ihre Thematik zum Ausdruck zu bringen: Für ihr Ziel die moderne Beziehungswelt, das Reisen sowie Ankunft und Abfahrt darzustellen, entwarf sie für die östliche und westliche Bahnhofshinterwand sowie für die Zugänge Strickmustern nachempfundene, auf Fliesen angelegte Großwerke. Auf dem oberirdischen Platz (Praça Teófilo Braga) befindet sich außerdem eine Statue des gleichnamigen Präsidenten Portugals, ein Geschenk der Betreibergesellschaft der Metro (Metropolitano de Lisboa, EPE) an die Gemeinde Alfornelos.

## Verlauf
Am U-Bahnhof bestehen Umsteigemöglichkeiten zu den Buslinien der Carris.
| Linie | Verlauf |
| ----- | --- |
|       | Reboleira – Amadora Este – Alfornelos – Pontinha – Carnide – Colégio Militar/Luz – Alto dos Moinhos – Laranjeiras – Jardim Zoológico – Praça de Espanha – São Sebastião – Parque – Marquês de Pombal – Avenida – Restauradores – Baixa-Chiado – Terreiro do Paço – Santa Apolónia |